# 彼得曼冰川

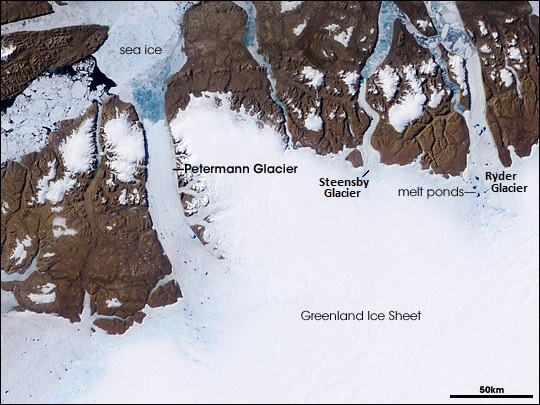
美國太空總署（NASA）衛星照片

彼得曼冰川是格陵兰岛上的一个冰川。位於從格陵蘭西北方至內爾斯海峽東岸為止，是世界上最北端的冰川。潮汐冰川由70公里長、15公里寬的浮冰組成，最厚處達600公尺厚，最薄的邊緣約30－80公尺。
2010年8月5日，彼得曼冰川分裂，并形成了一个面积约260km2的巨型冰山。据来自美国特拉华大学的一位副教授安德烈亚斯·明肖介绍，这是将近50年以来，北极地区所发生的最大的一次冰川分裂事件。

## 資料來源
1. ↑  Rignot, E. and K. Steffen, 2008: Channelized bottom melting and stability of floating ice shelves, Geophys. Res. Let., 35, L02,503.
2. ↑  .   [2010-08-07]. （原始内容存档于2012-09-29）.

## 外部連結
- 丹麥氣象機構的格陵蘭衛星照片 （页面存档备份，存于）
- 彼得曼冰川衛星照片
- 北極熊研究中心[永久]

80°30′N 59°30′W / 80.500°N 59.500°W